# Orlando Araujo
Orlando Araujo, né le 14 août 1928 à Calderas, État de Barinas au Venezuela et mort le 15 septembre 1987 à Caracas, est un intellectuel, économiste, enseignant, chercheur, écrivain et critique littéraire vénézuélien.

## Biographie
Diplômé de l'université Columbia, il a enseigné l'économie, le journalisme et la littérature à l'université centrale du Venezuela.
Il a fondé la revue Le mois économique et a été rédacteur en chef du journal Le Vénézuélien, le directeur de La Extra et le co-directeur de l'hebdomadaire Qu'est-ce qu'il se passe au Venezuela (encart de la revue Deslinde du Parti communiste du Venezuela).
Durant les années 1970, il fut un militant de gauche actif. Il donna le montant du prix national de littérature (pour l'essai Contrepoint de la vie et de la mort, consacré à l’œuvre poétique d'Alberto Arvelo Torrealba), à la résistance chilienne contre la dictature d'Augusto Pinochet. À la révolution sandiniste, il visita le Nicaragua. Il considérait que ce petit pays était devenu une puissance mondiale, étant donné le nombre d'articles publiés à cette époque au sujet de la révolution.

## Œuvres
Essais
- Lengua y creación en la obra de Rómulo Gallegos (1955)
- La palabra estéril (1968)
- Venezuela violenta (1968)
- Operación Puerto Rico sobre Venezuela (1969)
- Situación industrial de Venezuela (1969)
- Ensayo sobre la obra literaria de Enrique Bernardo Núñez (1972)
- Contrapunteo de la vida y de la muerte: ensayo sobre la poesía de Alberto Arvelo Torrealba (1974)
- Antonio Arráiz (1975)
- Lengua y creación en la obra de Rómulo Gallegos (1976)
- Barinas son los ríos, el tabaco y el viento  (1980)
- Narrativa venezolana contemporánea (1988) (post-mortem)

Contes
- Compañero de viaje y otros relatos (1970)
- 7 cuentos (1977)
- Samuel

Poésie
- Glosas del piedemonte (1980)
- Elia en azul (1988)

Littérature enfantine
- Los viajes de Miguel Vicente Pata Caliente (1977)